# Една Беј (Аљаска)
Една Беј (енгл. Edna Bay) насељено је место без административног статуса у америчкој савезној држави Аљаска.

## Демографија
По попису из 2010. године број становника је 42, што је 0 (0,0%) становника више него 2000. године.
| Група             | 2000.      | 2010.      |
| Белци             | 47 (95,9%) | 41 (97,6%) |
| Афроамериканци    | 0 (0,0%)   | 1 (2,4%)   |
| Азијати           | 0 (0,0%)   | 0 (0,0%)   |
| Хиспаноамериканци | 0 (0,0%)   | 0 (0,0%)   |
| Укупно            | 49         | 42         |